# Kurt-Schumacher-Haus (Berlin)
Das Kurt-Schumacher-Haus im Berliner Ortsteil Wedding ist ein denkmalgeschütztes Gebäude und der Sitz des Berliner SPD-Landesverbandes.

## Geschichte
Das fünfgeschossige Gebäude in der Müllerstraße 163 entstand in den Jahren 1960/1961 im Auftrag der Grundstücksgesellschaft Wedding GmbH nach den Plänen des Architekten Wilhelm Nemack. Es spiegelt mit seiner modernen Bauweise den Fortschrittsglauben dieser Zeit wider. In dieser Zeit entstanden als Resultat der Teilung Berlins in der Müllerstraße mehrere öffentliche Verwaltungsgebäude, wie das gegenüberliegende Gebäude des Arbeitsamtes Nord, der Neubau des Rathauses Wedding oder das Centre Français de Berlin. Auch der Berliner Landesverband der SPD ließ sich im Wedding, in der alten Hochburg der Arbeiterbewegung, nieder. Das Haus erhielt den Namen Kurt Schumachers, der von 1945 bis zu seinem Tod 1952 Vorsitzender der SPD war, da er in seiner Person „[…] den unauflöslichen Zusammenhang von Freiheit und demokratischen Sozialismus den Kampf gegen die nationalsozialistische ebenso wie die kommunistische Diktatur und einen auf Bewahrung und Sicherung des Friedens gerichteten Patriotismus [verkörperte].“
Das Richtfest war im Dezember 1960, der Einzug fand am 1. September 1961 statt. Die offizielle Einweihung des Gebäudes erfolgte am 2. Dezember 1961.

## Architektur und Besonderheit
Der Stahlbetonskelettbau von Wilhelm Nemack, ausgeführt von der Firma Gottlieb Tesch, hat eine streng geordnete Rasterfassade. Ein typisches Merkmal der Nachkriegsmoderne sind die asymmetrisch geteilten Fenster. An der Schmalseite bildete Wilhelm Nemack eine architektonisch durchdachte Fassade aus. Der auskragende Sitzungssaal im zweiten Geschoss wurde großflächig verglast und mit einer schräg ausgestellten Einfassung aus Beton versehen, die wie eine riesige Markise wirkt. Das Motiv, das durch schräg aufgesetzte Fahnenstangen noch unterstrichen wird, wiederholt sich an den liegenden Fenstern der rechten Fensterachse.

## Nutzung
Das Haus wird als Verwaltungssitz der Berliner SPD genutzt. Für Tagungen stehen u. a. mit dem Erika-Heß-Saal (→ Erika Heß) und dem Franz-Künstler-Saal (→ Franz Künstler) moderne Veranstaltungsräume zur Verfügung. In der Galerie im Kurt-Schumacher-Haus finden regelmäßig Lesungen und Ausstellungen statt. Auch das August-Bebel-Institut hat seinen Sitz in diesem Gebäude. Das Kurt-Schumacher-Haus war viele Jahre Arbeitsstätte von Willy Brandt. Der SPD-Vorsitzende war von 1957 bis 1966 Regierender Bürgermeister von Berlin und von 1969 bis 1974  Bundeskanzler.